# Tibor Tóth
Tibor Tóth (Senta, 1947. - Zagreb, 2009.) bio je hrvatski informacijski stručnjak mađarskog podrijetla. Zapamćen je kao pionir on-line pretraživanja baza podataka, informacijske pismenosti i idejni začetnik te glavni inicijator projekta HRČAK - Portala znanstvenih časopisa Republike Hrvatske. 

## Obrazovanje
Godine 1971. diplomirao je kemiju na Prirodoslovno-matematičkom fakultetu u Zagrebu, a 1974. godine magistrirao teorijsku kemiju na Institutu Ruđer Bošković pod mentorstvom prof. Lea Klasinca.

## Poslovna i znanstvena karijera
Nakon magisterija prvo zaposlenje dobiva 1974. godine u Referalnom centru Sveučilišta u Zagrebu gdje je do 1984. godine kao stručni suradnik i znanstveni asistent “s profesorom Božom Težakom (1907. – 1980.) radio na širenju informacijske pismenosti i promociji informacijskih znanosti”. 1984. godine postaje voditelj Specijaliziranog informacijskog centra za kemiju te voditelj On-line centra za pretraživanje baza podataka. 1991. godine postaje direktor Instituta za informacijske znanosti (prethodno Referalni centar). 
Tóthov rad u Referalnom centru bio je usmjeren na pretraživanje baza podataka sa znanstvenim, tehničkim i poslovnim informacijama. Izrađivao je i softver za procesiranje kemijskih bibliografskih informacija s magnetnih vrpci Chemical Abstracts Condensates i Chemical Titles. Posebno je zaslužan za osiguranje pristupa bazama podataka Chemical Abstracts i Science Citation Index.
1992. godine Tibor Tóth prelazi u PLIVU gdje je zaposlen kao koordinator za baze podataka u Istraživačkom informacijskom centru. Tu uvodi mrežne tehnologije za pristup znanstvenim i poslovnim informacijama. Tijekom rada u PLIVI sudjelovao je u uspostavi Informacijskog portala PLIVE te na korporativnom projektu upravljanja znanjem.
Autor je više znanstvenih i stručnih radova, među kojima se posebno ističe knjiga „Online pretraživanje baze podataka” (1995.) koja je postala temelj edukacije brojnih informacijskih stručnjaka za tu - u to vrijeme - najmoderniju vrstu pretraživanja podataka. 
Idejni je začetnik te glavni inicijator projekta HRČAK - Portala znanstvenih časopisa Republike Hrvatske. HRČAK je centralni portal koji na jednom mjestu okuplja hrvatske znanstvene i stručne časopise koji nude otvoreni pristup svojim radovima. On korisnicima omogućuje lagano pronalaženje časopisa i radova putem prebiranja (prema abecedi ili prema području znanosti) ili pretraživanja prema raznim poljima. 
S druge strane, HRČAK urednicima časopisa nudi alat kojim će besplatno i lako objaviti svoj časopis u elektroničkom obliku ili postojećem elektroničkom časopisu dodati mogućnost pronalaženja i pretraživanja te mu povećati vidljivost i utjecaj. 
Portal je izrađen uz potporu tadašnjeg Ministarstva znanosti, obrazovanja i športa, realiziran je u SRCU, a osnovna ideja potekla je upravo od Tibora Tótha kao člana Hrvatskog informacijskog i dokumentacijskog društva. Članovi projektnog tima iz HID-a bili su Tibor Tóth, Mirjana Mihalić, Jadranka Stojanovski i Iva Melinščak Zlodi, dok su članovi projektnog tima iz SRCA bili Miroslav Milinović (voditelj), Draženko Celjak, Nino Katić i Nebojša Topolšćak.
Tibor Tóth je bio vrlo aktivan u strukovnim i drugim organizacijama. Tako je bio dugogodišnji član i u dva navrata predsjednik Mađarskog kulturnog društva Ady Endre te također dugogodišnji član i predsjednik Hrvatskog informacijskog i dokumentacijskog društva (HID).

## Nagrada "Tibor Tóth"
„Tibor Tóth, osim što je bio iznimni i zauzeti stručnjak, bio je i iznimno dobar čovjek. Iako nerijetko u prijeporu, u stručnim i provedbenim pitanjima, nikad s nikim u svađi, nije se nikome nametao, ali nije odustajao. Nije pripadao nikakvim grupama i grupicama, nikakvim „stručnim“ klanovima. Razmišljao je jedino svojom glavom, svojom stručnom glavom i tako se postavljao. Njegovo stručno mišljenje ili stav nikad ni u čemu nije bilo motivirano ili obilježeno nekim vlastitim, osobnim interesom, već samo interesom struke, interesom posla, interesom uže ili šire sredine", sažeo je svoj stav o naravi Tiborovog djelovanja Josip Stipanov, bivši ravnatelj Nacionalne i sveučilišne knjižnice u Zagrebu. 
Zbog toga je Hrvatsko informacijsko i dokumentacijsko društvo (HID) ustanovilo 2014. godine Nagradu „Tibor Tóth“ u znak javnog priznanja koje se svake godine dodjeljuje stručnjacima i znanstvenicima mlađe i srednje generacije za značajan doprinos na području informacijskih znanosti i djelatnosti.
HID se rukovodio time da dobitnik nagrade treba, poput Tibora Tótha, pružati doprinos kako na znanstvenom i stručnom planu tako i u praktičnom djelovanju te imati određenu dimenziju više u svom ukupnom djelovanju u području informacijskih znanosti i djelatnosti koje će biti prepoznato kao korisno od stručne i šire zajednice. 

## Priznanja
Godine 1998. za aktivnosti i zapažene rezultate u razvoju primjene on-line informacijskih servisa i unapređenje informatike u RH dobio je priznanje i plaketu Hrvatskog informatičkog zbora.